# Fatmomakke

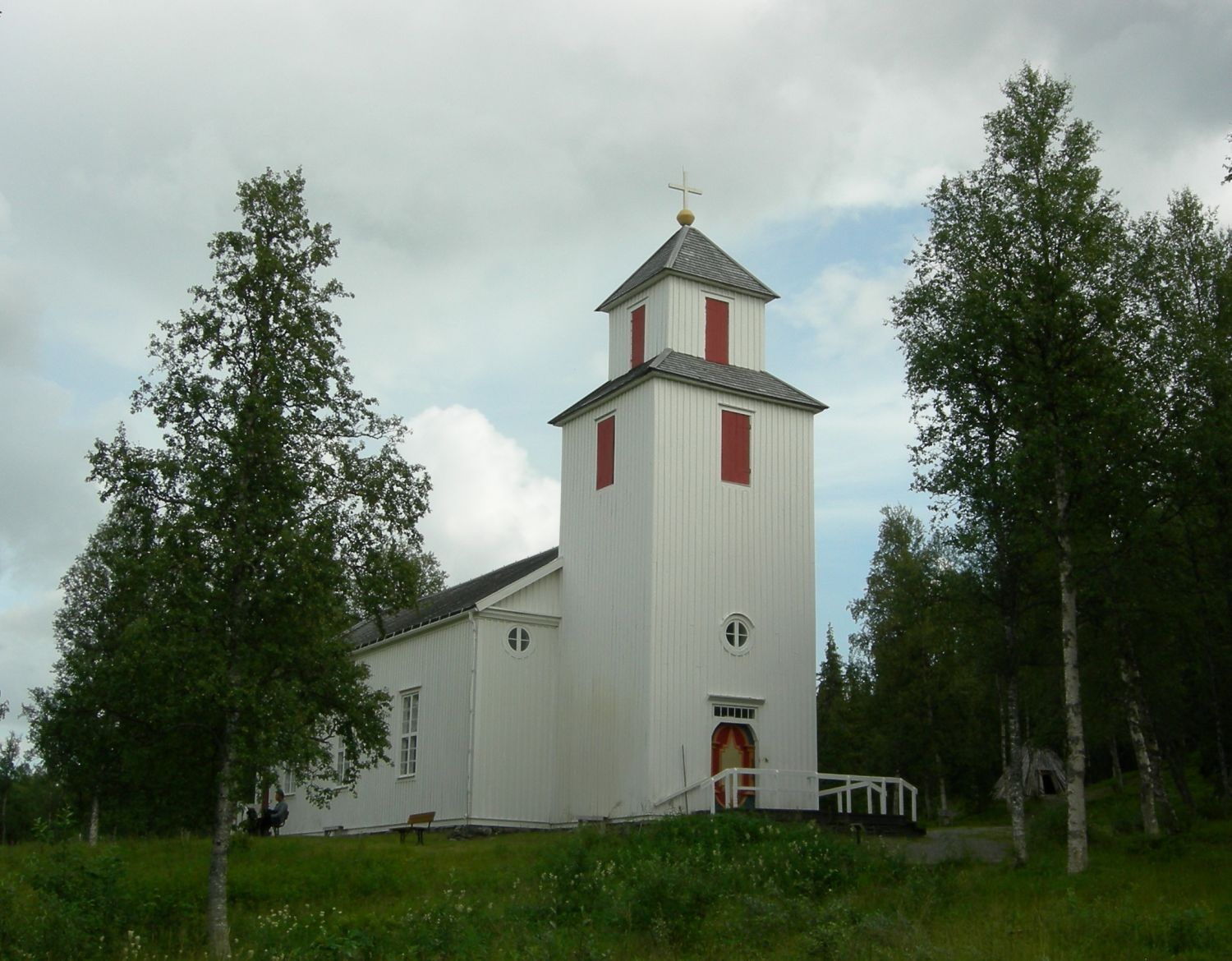
Kirche von Fatmomakke

Fatmomakke (südsamisch Faepmie) ist eine Ansiedlung in der schwedischen Gemeinde Vilhelmina in der historischen Provinz Lappland und der Provinz Västerbottens län. Fatmomakke liegt etwa 120 Kilometer entfernt von Vilhelmina am Fuße des Marsfjälls. Der Name bedeutet „Platz, wo man sich umarmt“.

## Geschichte
Bereits vor der ersten Besiedlung des Ortes durch Schweden im Rahmen der Kolonisierung Lapplands war der Platz ein Treffpunkt der Samen. Im Jahr 1781 entstand schließlich eine erste Kapelle am Ort; die dort abgehaltenen Kirchenfeste wurden zuerst nur von Samen besucht. Nach und nach entstanden Katen und Häuser um die Kapelle herum, in der sich die Samen während der Kirchenfeste aufhalten konnten. Ab 1820 besiedelten schließlich auch Nicht-Samen den Ort und wurden sesshaft, es entwickelte sich ein reger Kulturaustausch zwischen Siedlern und Samen. 1881 wurde die inzwischen zu klein und unmodern gewordene Kirche durch eine neue ersetzt.